# Scaptomyza teinoptera
Scaptomyza teinoptera är en tvåvingeart som beskrevs av Walter Leopold Victor Hackman 1955. Scaptomyza teinoptera ingår i släktet Scaptomyza och familjen daggflugor. Arten är reproducerande i Sverige. Inga underarter finns listade i Catalogue of Life.